# Chiesa di Nostra Signora Assunta (Rezzo)
La chiesa di Nostra Signora Assunta è un luogo di culto cattolico situato nella frazione di Cenova nel comune di Rezzo, in provincia di Imperia. La chiesa è sede della parrocchia omonima della diocesi di Albenga-Imperia.

## Storia e descrizione

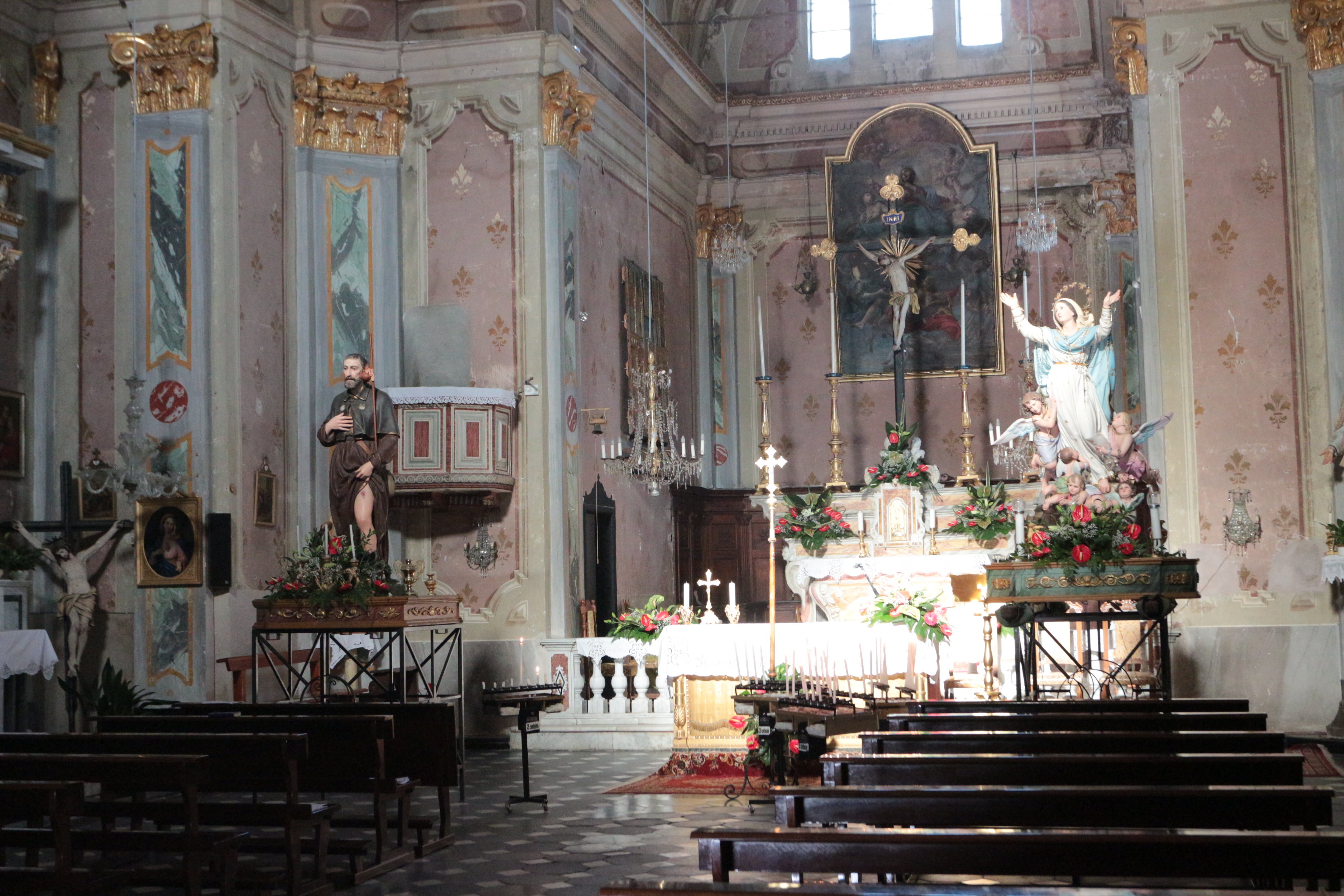
La navata centrale e altare maggiore. Sulla sinistra statua di San Rocco e a destra statua della Madonna Assunta.

Sita nella frazione di Cenova fu eretta nel XV secolo e rifatta tra il 1684 e il 1702 in stile barocco da Gio Batta Marvaldi.
All'interno sono conservati diversi polittici del Cinquecento raffiguranti Sant'Antonio di Padova, Sant'Anna con la Maria Bambina e Santi e una tela di Santa Caterina d'Alessandria.
Nella sagrestia sono conservate due opere incise su lastre d'ardesia raffiguranti la prima il monogramma di Cristo, datata al 1486, mentre la seconda, del 1578, rappresenta la Passione di Cristo di Pietro Valencio.